# 302-га зенітна ракетна бригада (Україна)
302-га зенітна ракетна Харківська бригада (302 ЗРБр, в/ч A1215) — військове формування військ протиповітряної оборони у складі Повітряних Сил Збройних Сил України.

## Історія
У січні 1992 року, після розпаду СРСР, особовий склад 148-ї зенітної ракетної бригади Радянської армії склав військову присягу на вірність українському народові.
У грудні 2002 року частина переформована в 302-й зенітний ракетний полк.
У січні 2014 року на базі харківського 302-го зенітного ракетного полку з входженням до його складу дивізіонів 301-го Нікопольського полку була створена 3020-та група зенітних ракетних дивізіонів. Складалася група з 6 зенітних ракетних дивізіонів (3011, 3012, 3013, 3021, 3022 і 3023 зрдн). 3020-та група була у складі 138-ї зенітної ракетної бригади.

### Російсько-українська війна
Протягом кількох років (2015—2017) та розгортання в Збройних Силах нових військових формувань у зв'язку з російською агресією на сході України, у засобах масової інформації 301-й зенітний ракетний полк (в/ч А0593) згадується як окрема частина що вийшла з підпорядкування 138 ЗРБр, знову ставши окремим військовим формуванням у складі ПвК «Схід». В ході цього розгортання 302-й полк був відновлений.
23 серпня 2021 року, відповідно до Указу Президента України № 418/2021 від 23 серпня 2021 року, з метою відновлення історичних традицій національного війська щодо назв військових частин, зважаючи на зразкове виконання покладених завдань, високі показники в бойовій підготовці, з нагоди 30-ї річниці незалежності України, полку присвоєно почесне найменування «Харківський».
5 жовтня 2022 року бійцями 302-го зенітного ракетного Харківського полку було збито три безпілотники іранського виробництва.
6 грудня 2022 року 302 зенітний ракетний Харківський полк Повітряних Сил Збройних Сил України указом Президента України Володимира Зеленського відзначений почесною відзнакою «За мужність та відвагу».
У 2024 році полк було переформатовано в бригаду.

## Озброєння
На озброєнні полку перебувають 3 дивізіони С-300ПТ.

## Структура
- управління (в тому числі штаб)
- 3021-й зенітний ракетний дивізіон (С-300ПС)(м. Харків)
- 3022-й зенітний ракетний дивізіон (С-300ПТ)(Харківська обл., смт Рогань)
- 3023-й зенітний ракетний дивізіон[уточнити] (Харківська обл., смт Кулиничі)
- зенітний ракетний дивізіон (С-300ПТ) (Харківська обл. м.Руська Лозова)
- взвод охорони:
  - зенітно-ракетне відділення
  - кулеметне відділення
  - зенітно-артилерійське відділення
- медичний пункт

## Втрати
- старший прапорщик Дайнеко Дмитро Олександрович, помер 24.11.2018 року у військовому шпиталі[9].
- лейтенант Вергуленко Ігор Сергійович, загинув 24 лютого 2022 року під час російського обстрілу[10].
- 6 березня 2022; старший лейтенант Шинкаренко Ігор Вадимович
- майор Житніков Кирило Вячеславович, загинув 16 травня 2024 року під час російського обстрілу[11].
- молодший сержант Мізяк Таміла Іванівна, загинула 16 травня 2024 року під час російського обстрілу[12].

## Командир
- 2016—2017: підполковник Новожилов Андрій Вікторович[13][14]
- на 2023: полковник Колєснік Ігор[джерело?]